# Ephyrodes gorgoniopsis
Ephyrodes gorgoniopsis là một loài bướm đêm trong họ Erebidae.